# Kerstin Gier
Kerstin Gier, född 8 oktober 1966,  är en tysk författare av böcker för både vuxna och ungdomar. 
Gier debuterade 1996 med boken Männer und andere Katastrophen och har sedan dess skrivit ett tjugotal romaner. Mest känd är hon för fantasy-serien Ädelstenstrilogin (Liebe geht durch alle Zeiten), bestående av böckerna Rubinröd, Safirblå och Smaragdgrön, vilka alla har översatts till svenska. De två första delarna i serien har filmatiserats med tysk premiär 2013 respektive 2014.

### Ungdomsböcker

#### Ädelstenstrilogin
- Rubinröd (Rubinrot), 2009
- Safirblå (Saphirblau), 2010
- Smaragdgrön (Smaragdgrün), 2012

#### Die Silber-Trilogie
- Silber: Das erste Buch der Träume, 2013
- Silber: Das zweite Buch der Träume, 2014

### Vuxenböcker
- Männer und andere Katastrophen, 1996
- Die Laufmasche, 1997
- Die Braut sagt leider nein, 1998
- Fisherman's Friend in meiner Koje, 1998
- Die Mütter-Mafia, 2005
- Die Patin, 2006
- Ach, wär ich nur zu Hause geblieben, 2007
- Ehebrecher und andere Unschuldslämmer, 2007
- Für jede Lösung ein Problem, 2007
- Lügen, die von Herzen kommen, 2007
- Ein unmoralisches Sonderangebot, 2008
- Gegensätze ziehen sich aus, 2009
- In Wahrheit wird viel mehr gelogen, 2009
- Auf der anderen Seite ist das Gras viel grüner, 2011
- Die Mütter-Mafia und Friends, 2011